# Salzquelle (Magdeburg)

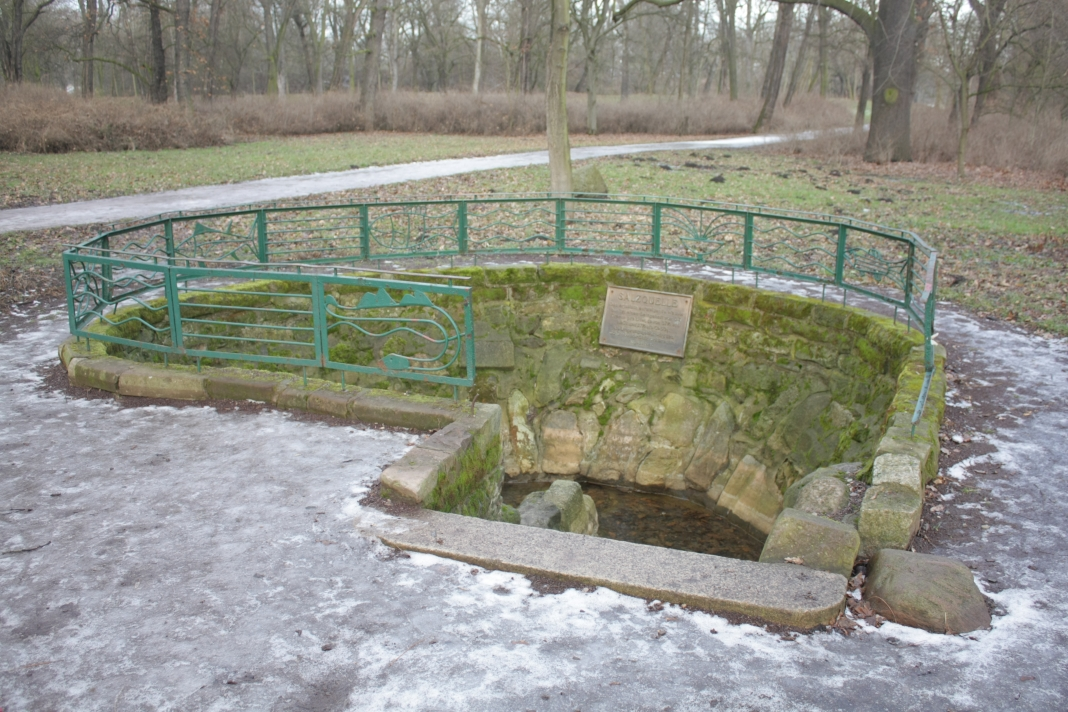
Salzquelle

Die Magdeburger Salzquelle befindet sich im Süden des Stadtparkes Rotehorn. 
Bis 1933 sprudelte die Salzquelle noch deutlich sichtbar. Dann versiegte sie nahezu. Heute ist die Quelle durch eine Mauer eingefasst, eine kleine Treppe ermöglicht den Zugang zum Wasser. Sie steht als Naturdenkmal unter Schutz.

## Die Sage vom Roten Horn
Der Name der Insel bezieht sich auf eine Magdeburger Sage. Demnach gehörte Elwine, der Beherrscherin der Elbe, ein korallenes, Rotes Horn. Ein Buckauer Ritter verliebte sich in sie, brach jedoch ein Versprechen und so verschwand Elwine. Zurück blieb nur das Rote Horn. Willfried lebte seitdem auf der Insel, nach seinem Tod entsprang dort eine salzige Quelle.

## Geologisches
Die Salzquelle ist eine artesische Quelle. Der Salzgehalt im Wasser stammt wahrscheinlich aus den Schönebecker Salzvorkommen.
Koordinaten: 52° 6′ 26″ N, 11° 39′ 18″ O